# Jombok (Kesamben)
Jombok is een bestuurslaag in het regentschap Jombang van de provincie Oost-Java, Indonesië. Jombok telt 5159 inwoners (volkstelling 2010).